# Singapore op de Olympische Zomerspelen 2008
Singapore nam deel aan de Olympische Zomerspelen 2008 in Peking, China. Singapore debuteerde op de Zomerspelen in 1948 en deed in 2008 voor de veertiende keer mee. Voor het eerst sinds 1960 werd weer een medaille behaald. Destijds was Singapore nog een kolonie van het Verenigd Koninkrijk.

## Medailleoverzicht
| Sport       | Olympiër                             | Discipline | Medaille |
| ----------- | ------------------------------------ | ---------- | -------- |
| Tafeltennis | Feng Tian Wei Li Jia Wei Wang Yue Gu | team (v)   | Zilver   |

## Deelnemers en resultaten

### Atletiek
| Olympiër             | Discipline      | Resultaat | Prestatie                             |
| -------------------- | --------------- | --------- | ------------------------------------- |
| Calvin Kang Li Loong | 100m (m)        | 60e       | serie 7: 6de in 10,73                 |
|                      |                 |           |                                       |
| Zhang Guirong        | kogelstoten (v) | 29e       | kwalificatie groep B: 13de met 16,23m |

### Badminton
| Olympiër                | Discipline     | Resultaat | Prestatie |
| ----------------------- | -------------- | --------- | --- |
| Ronald Susilo           | enkelspel (m)  | 17e       | 1ste ronde: vrij 2de ronde: V van MAS Lee: 0-2 (13-21, 14-21)                                                 |
|                         |                |           | |
| Xing Aiying             | enkelspel (v)  | 33e       | 1ste ronde: V van BLR Roj: 0-2 (19-21, 12-21)                                                                 |
| Jiang Yanmei Li Yujia   | dubbelspel (v) | 5e        | 1ste ronde: W van USA Lee/Mangkalakiri: 2-0 (21-12, 21-12) kwartfinale: V van KOR Lee/Lee: 0-2 (15-21, 12-21) |
|                         |                |           | |
| Hendri Saputra Li Yujia | dubbelspel (g) | 5e        | 1ste ronde: V van DEN Laybourn/Rytter Juhl: 0-2 (12-21, 14-21)                                                |

### Schietsport
| Olympiër     | Discipline | Resultaat | Prestatie                                           |
| ------------ | ---------- | --------- | --------------------------------------------------- |
| Lee Wung Yew | trap (m)   | 28e       | kwalificatie: 28ste met 110 punten (23-24-22-19-22) |

### Tafeltennis
| Olympiër                          | Discipline    | Resultaat | Prestatie |
| --------------------------------- | ------------- | --------- | --- |
| Gao Ning                          | enkelspel (m) | 17e       | voorronde: vrij 1ste ronde: vrij 2de ronde: vrij 3de ronde: V van CRO Tan: 0-4 (6-11, 12-14, 4-11, 7-11) |
| Yang Zi                           | enkelspel (m) | 9e        | voorronde: vrij 1ste ronde: vrij 2de ronde: W van POR Freitas: 4-2 (11-4, 6-11, 2-11, 11-3, 11-9, 11-6) 3de ronde: W van TPE Chuang: 4-3 (14-12, 7-11, 11-8, 5-11, 7-11, 11-7, 12-10) 4de ronde: V van CRO Primorac: 2-4 (7-11, 7-11, 11-4, 11-8, 7-11, 6-11) |
| Cai Xiaoli Gao Ning Yang Zi       | team (m)      | 9e        | groep B: 3de V van Duitsland: 1-3 V van Kroatië: 1-3 W van Canada: 3-0 |
|                                   |               |           | |
| Feng Tianwei                      | enkelspel (v) | 5e        | voorronde: vrij 1ste ronde: vrij 2de ronde: vrij 3de ronde: W van KOR Dang: 4-0 (11-4, 11-5, 11-3, 11-5) 4de ronde: W van NED Li: 4-1 (7-11, 13-11, 11-7, 11-5, 11-4) kwartfinale: V van CHN Zhang: 1-4 (11-13, 14-12, 12-14, 10-12, 11-13) |
| Li Jiawei                         | enkelspel (v) | 4e        | voorronde: vrij 1ste ronde: vrij 2de ronde: vrij 3de ronde: W van CRO Boroš: 4-1 (11-8, 11-7, 7-11, 11-6, 11-5) 4de ronde: W van HKG Lin: 4-3 (4-11, 14-12, 10-12, 11-8, 5-11, 11-9, 13-11) kwartfinale: W van USA Wang: 4-1 (15-13, 11-6, 12-10, 13-15, 11-4) halve finale: V van CHN Zhang: 1-4 (11-9, 8-11, 10-12, 8-11, 5-11) bronzen finale: V van CHN Guo: 2-4 (6-11, 12-14, 11-9, 11-7, 3-11, 4-11) |
| Wang Yuegu                        | enkelspel (v) | 9e        | voorronde: vrij 1ste ronde: vrij 2de ronde: vrij 3de ronde: V van DOM Wu: 1-4 (9-11, 11-9, 2-11, 8-11, 10-12) |
| Feng Tianwei Li Jiawei Wang Yuegu | team (v)      | Zilver    | groep B: 1ste W van Verenigde Staten: 3-0 W van Nederland: 3-0 W van Nigeria: 3-0 halve finale: W van Zuid-Korea: 3-2 finale: V van China: 0-3 |

### Zeilen
| Olympiër                 | Discipline       | Resultaat | Prestatie                                    |
| ------------------------ | ---------------- | --------- | -------------------------------------------- |
| Koh Seng Leong           | laser (m)        | 26e       | 239 punten: (35-41-39-29-44-33-23-3-36)      |
| Terence Koh Xu Yuan Zhen | 470 (m)          | 22e       | 159 punten: (15-17-18-19-OCS-8-10-19-27-26)  |
|                          |                  |           |                                              |
| Lo Man Yi                | laser radial (v) | 25e       | 128 punten: (21-14-18-26-24-27-26-16-3)      |
| Deborah Ong Toh Liying   | 470 (v)          | 22e       | 159 punten: (17-17-15-18-18-18-OCS-16-19-18) |

### Zwemmen
| Olympiër          | Discipline           | Resultaat | Prestatie                                                                |
| ----------------- | -------------------- | --------- | ------------------------------------------------------------------------ |
| Tay Zhirong Bryan | 200m vrije slag (m)  | 41e       | serie 2: 1ste in 1.50,41 (NR)                                            |
|                   |                      |           |                                                                          |
| Quah Ting Wen     | 100m vrije slag (v)  | 35e       | serie 2: 1ste in 56,14                                                   |
| Lynette Lim       | 200m vrije slag (v)  | 28e       | serie 2: 5de in 2.02,30                                                  |
| Lynette Lim       | 400m vrije slag (v)  | 30e       | serie 3: 6de in 4.17,67                                                  |
| Lynette Lim       | 800m vrije slag (v)  | 30e       | serie 2: 6de in 8.45,56                                                  |
| Nicolette Teo     | 100m schoolslag (v)  | 32e       | serie 4: 7de in 1.10,76                                                  |
| Nicolette Teo     | 200m schoolslag (v)  | 35e       | serie 2: 6de in 2.34,60                                                  |
| Tao Li            | 100m vlinderslag (v) | 5e        | serie 4: 1ste in 57,77 halve finale 1: 3de in 57,54 finale: 5de in 57,99 |
| Tao Li            | 200m vlinderslag (v) | 26e       | serie 2: 5de in 2.12,63 (NR)                                             |
| Quah Ting Wen     | 400m wisselslag (v)  | 25e       | serie 1: 2de in 4.51,25 (NR)                                             |

Afghanistan · Albanië · Algerije · Amerikaanse Maagdeneilanden · Amerikaans-Samoa · Andorra · Angola · Antigua en Barbuda · Argentinië · Armenië · Aruba · Australië · Azerbeidzjan · Bahama's · Bahrein · Bangladesh · Barbados · België · Belize · Benin · Bermuda · Bhutan · Bolivia · Bosnië en Herzegovina · Botswana · Brazilië · Britse Maagdeneilanden · Bulgarije · Burkina Faso · Burundi · Cambodja · Canada · Centraal-Afrikaanse Republiek · Chili · China · Chinees Taipei · Colombia · Comoren · Congo-Brazzaville · Congo-Kinshasa · Cookeilanden · Costa Rica · Cuba · Cyprus · Denemarken · Djibouti · Dominica · Dominicaanse Republiek · Duitsland · Ecuador · Egypte · El Salvador · Equatoriaal-Guinea · Eritrea · Estland · Ethiopië · Fiji · Filipijnen · Finland · Frankrijk · Gabon · Gambia · Georgië · Ghana · Grenada · Griekenland · Groot-Brittannië · Guam · Guatemala · Guinee · Guinee‑Bissau · Guyana · Haïti · Honduras · Hongarije · Hongkong · Ierland · IJsland · India · Indonesië · Irak · Iran · Israël · Italië · Ivoorkust · Jamaica · Japan · Jemen · Jordanië · Kaaimaneilanden · Kaapverdië · Kameroen · Kazachstan · Kenia · Kirgizië · Kiribati · Koeweit · Kroatië · Laos · Lesotho · Letland · Libanon · Liberia · Libië · Liechtenstein · Litouwen · Luxemburg · Macedonië · Madagaskar · Malawi · Malediven · Maleisië · Mali · Malta · Marshalleilanden · Marokko · Mauritanië · Mauritius · Mexico · Micronesië · Moldavië · Monaco · Mongolië · Montenegro · Mozambique · Myanmar · Namibië · Nauru · Nederland · Nederlandse Antillen · Nepal · Nicaragua · Nieuw-Zeeland · Niger · Nigeria · Noord-Korea · Noorwegen · Oeganda · Oekraïne · Oezbekistan · Oman · Oostenrijk · Oost‑Timor · Pakistan · Palau · Palestina · Panama · Papoea-Nieuw-Guinea · Paraguay · Peru · Polen · Portugal · Puerto Rico · Qatar · Roemenië · Rusland · Rwanda · Saint Kitts en Nevis · Saint Lucia · Saint Vincent en Grenadines · Salomonseilanden · Samoa · San Marino · Sao Tomé en Principe · Saoedi-Arabië · Senegal · Servië · Seychellen · Sierra Leone · Singapore · Slovenië · Slowakije · Soedan · Somalië · Spanje · Sri Lanka · Suriname · Swaziland · Syrië · Tadzjikistan · Tanzania · Thailand · Togo · Tonga · Trinidad en Tobago · Tsjaad · Tsjechië · Tunesië · Turkije · Turkmenistan · Tuvalu · Uruguay · Vanuatu · Venezuela · Verenigde Arabische Emiraten · Verenigde Staten · Vietnam · Wit-Rusland · Zambia · Zimbabwe · Zuid-Afrika · Zuid-Korea · Zweden · Zwitserland
Uitgesloten van deelname: Brunei